# Байрон, Один
О́дин Ланд Ба́йрон (англ. Odin Lund Biron; род. 5 октября 1984, Дулут, Миннесота, США) — российский актёр театра и кино американского происхождения. Наиболее известен по роли Фила Ричардса в телесериале «Интерны».

## Биография
Родился в семье владельца лесопилки (отец) и администратора клиники (мать). Когда ему было 15 лет, семья переехала в штат Мичиган. Мать с детства прививала ему любовь к искусству: постоянно водила в музей и на прослушивания в местный театр, а заодно отдала в музыкальную школу. В 2004 году окончил факультет музыкального театра Мичиганского университета в Анн-Арборе, США.
На третьем курсе, в 2003 году, когда студентам была предоставлена возможность уехать учиться за границу на три месяца по обмену, Один нашёл в Интернете сайт, где говорилось о совместной программе Института Юджина О’Нила и Школы-студии МХАТ, и решил, что поедет в Москву. Завершив учёбу по обмену, Один получил предложение продолжить обучение в Школе-студии МХАТ, согласился и был зачислен сразу же на второй курс. В 2009 году окончил Школу-студию МХАТ (курс Константина Райкина), во время учёбы на последнем курсе стал лауреатом премии «Золотой лист» за лучшую мужскую роль.
С 2009 по 2013 год играл в Театре «Сатирикон» имени Аркадия Райкина. Работал ассистентом-переводчиком в Школе-студии МХАТ. Играл на скрипке в музыкальной группе «Dr. Lector».
С 2014 по 2015 год работал в Гоголь-центре. Был задействован в спектакле «Мёртвые души», где параллельно исполнял роли Чичикова и Манилова.
Большую популярность актёру принесла роль американца Фила Ричардса в комедийном сериале «Интерны».
В феврале 2013 актёр получил вид на жительство в России.
В 2015 году Байрон рассказал о том, что является геем. Также он поведал о том, что год встречался с режиссёром, и это были самые крепкие его отношения.
В начале 2015 года Байрон покинул Россию и вернулся в США. Прошёл обучение в кулинарной школе Le Cordon Bleu. Жил и работал в Миннеаполисе.
С 2016 года снова проживал в Москве и работал в Гоголь-центре.
После начала вторжения России на Украину 24 февраля 2022 года покинул Россию, о чём сообщил в социальных сетях. С 2022 года живёт в Берлине.

## Творчество

### Фильмография
| Год       |   | Название                   | Роль                                |
| --------- | - | -------------------------- | ----------------------------------- |
| 2009      | с | Иван Грозный               | английский посол Аврора             |
| 2010      | с | Столица греха              | принц Макс                          |
| 2011—2015 | с | Интерны                    | Фил Ричардс                         |
| 2013      | ф | Пельмени                   | Алекс                               |
| 2014      | ф | Спираль                    | Саша, помощник Якоба                |
| 2015      | ф | 12 месяцев. Новая сказка   | Июль                                |
| 2016      | ф | Максимальный удар          | Флойд                               |
| 2018      | с | Операция «Мухаббат»        | американский фотограф               |
| 2019      | ф | Троица / Trinity Sunday    | психолог                            |
| 2019      | ф | Танцы на высоте            | англичанин                          |
| 2020      | с | Содержанки                 | Василий, продюсер фильма «Патриоты» |
| 2021      | с | Оптимисты. Карибский сезон | Филипп Брэдли                       |
| 2021      | ф | Жена Чайковского           | Пётр Чайковский                     |
| 2021      | ф | Петрополис                 | Филип Грэм                          |
| 2021      | с | Последний министр          | Эдвард Сноуден                      |
| 2022      | с | Карамора                   | Артур                               |

### Театральные работы

#### Театр «Сатирикон»
- «Деньги» (по пьесе А. Островского «Не было ни гроша, да вдруг алтын», режиссёр — К. Райкин) — Посетитель воровского притона; Модест Григорьевич Баклушин, молодой человек
- «Маленькие трагедии Пушкина» (по трагедиям А. С. Пушкина «Маленькие трагедии», режиссёр — В. Рыжаков) — Сальери; хор

#### Школа-студия МХАТ
- «Безумие любви» (режиссёр-педагог — А. Гуськов) — Эдди
- «Будущие лётчики» (режиссёры-педагоги — К. Райкин и С. Шенталинский)
- «Валенсианские безумцы» (режиссёр-педагог — Е. Бутенко-Райкина) — Рейнеро, принц
- «Гамлет» (режиссёр-педагог — М. Брусникина) — Гамлет
- «Евгений Онегин» (режиссёр-педагог — М. Брусникина) — Ленский
- «Стравинский. Игры» (режиссёр-педагог — А. Сигалова) — Танцор

#### Центр искусств имениМихаила Барышникова
- «Гамлет» (режиссёр-педагог — М. Брусникина) — Гамлет
- «Стравинский. Игры» (режиссёр-педагог — А. Сигалова) — Танцор

#### St. Louis MUNY/KC Starlight
- «Певец в дожде» (режиссёр — Leroy Reams)

#### St. Louis MUNY
- «Энни, возьми своё ружье» — поклонник (режиссёр — Paul Blake)

#### Performance Network
- «Человек из Ла Манча» — цирюльник (режиссёр — Malcolm Tulip)

#### Театральный центр «На Страстном»
- «Риверсайд Драйв» (по пьесе Вуди Аллена, режиссёр — Александр Созонов)

#### Театр и Клуб «Мастерская»
- «Лафкадио» (по повести Шела Силверстайна «Лафкадио, или Лев, который отстреливался», режиссёр — Светлана Иванова-Сергеева)

#### Гоголь-центр
- «Мёртвые души» (по поэме Николя Гоголя, режиссёр — Кирилл Серебренников) — Чичиков / Манилов
- «Кузмин. Форель разбивает лёд» (по произведениям Михаила Кузмина, режиссёр — Владислав Наставшев) — Михаил Кузмин
- «Кафка» (автор — Валерий Печейкин, режиссёр — Кирилл Серебренников) — Отто Пик, рассказчик/альт
- «Демоны» (автор — Ларс Нурен, режиссёр — Эльмар Сеньков) — Франк
- «Мизантроп» (автор — Жан Батист Мольер, режиссёр — Эльмар Сеньков) — Оронт, Жандарм
- «Спасти орхидею» (автор и режиссёр — Владислав Наставшев)

## Номинации и награды
- Лауреат премии «Золотой лист-2009» в номинации «Лучшая мужская роль» за роль Гамлета в спектакле «Гамлет» по трагедии Уильяма Шекспира[10]
- Диплом имени М. И. Царёва «За успешное постижение профессии актёра».
- Диплом имени М. И. Гришина «За успешное постижение профессии актёра».